# Smicridea dithyra
Smicridea dithyra är en nattsländeart som beskrevs av Oliver S. Flint Jr. 1974. Smicridea dithyra ingår i släktet Smicridea och familjen ryssjenattsländor. Inga underarter finns listade i Catalogue of Life.